# Гончаренко Микола Гаврилович
Мико́ла Гаври́лович Гончаре́нко (1912—1997) — доктор історичних наук, професор, завідувач кафедри Луганського державного педагогічного інституту імені Шевченка, лауреат Державної премії УРСР у галузі науки та техніки (1969), почесний громадянин Луганська.

## Життєпис
Народився 1912 року в селі Суслове (нині неіснуюче, Компаніївський район, Кіровоградська область).
1940 року закінчив історичний факультет Саратовського університету.
Учасник Другої світової війни; відзначений бойовими нагородами.
Від 1946 року — у Ворошиловградському педагогічному інституті. В 1950—1979 роках — завідувач кафедри історії КПРС, протягом 1979–1992-х — професор цієї ж кафедри.
1963 року здобув вчене звання професора.
1967-го захистив науковий ступінь доктора історичних наук.
Досліджував діяльність більшовицьких організацій Донбасу.
Лауреат Державної премії УРСР 1969 року — за двотомну працю «Перемога Великої Жовтневої соціалістичної революції на Україні», співавтори Королівський Степан Мефодійович, Рубач Михайло Абрамович, Супруненко Микола Іванович, Щусь Оксана Йосипівна.
Серед робіт:
- «Донецький пролетаріат напередодні і в роки першої російської революції (1905—1907 рр.)», 1955
- «Жовтень в Донбасі», 1961
- «В битвах за Жовтень», 1974.

Помер 1997 року в Луганську.